# Vladislav Jáchymovský
Vladislav Jáchymovský (31. prosince 1923 Klenčí pod Čerchovem – 18. září 2007 Karlovy Vary) byl hudební publicista a dlouholetý kronikář města Karlových Varů.
Narodil se v Klenčí pod Čerchovem. V roce 1945 se přestěhoval do Karlových Varů. Za svou práci pro město obdržel opakovaně Cenu města Karlovy Vary v letech 1965, 1968 a 1996.
Kroniku Karlových Varů začal psát v roce 1957. Po roce 1970 přišla vynucená normalizační pauza, ale po roce 1990 se ke kronice znovu vrátil a v roce 2003 její vedení předal svému dlouholetému příteli Květoslavu Kročovi (17. ledna 1938 – 20. března 2011). Sám pokračoval ve vyplňování bílých míst kroniky z 50. let 20. století.
Podílel se na pořádání festivalu Dvořákův karlovarský podzim a s ním spojené Pěvecké soutěže Antonína Dvořáka.
Zemřel 18. září 2007, když se vracel z koncertu vážné hudby. Nedaleko jeho bytu, na karlovarském sídlišti Růžový vrch, ho srazilo auto.
V září 2008 byla z podnětu karlovarského Rotary clubu, jehož byl zakládajícím členem, umístěna na budovu karlovarského muzea jeho pamětní deska.